# Kielce
Kielce je najveći i najgušće naseljen grad u Svetokriškom vojvodstvu u Poljskoj. Nalazi se u središtu Svetokriških planina u povijesnoj regiji Maloj Poljskoj. Prije se nalazio u vojvodstvu Kielce. Grad je gospodarski vrlo razvijen, te je središte trgovine i prometa.